# 都留郵便局
都留郵便局（つるゆうびんきょく）
- 山梨県都留市にある郵便局。本記事にて記述する。

都留簡易郵便局（つるかんいゆうびんきょく）
- 大分県日田市にある簡易郵便局。局番号は72714。

都留郵便局（つるゆうびんきょく）は、山梨県都留市にある郵便局。民営化前の分類では集配普通郵便局であった。

## 概要
住所：〒402-8799 山梨県都留市下谷3-2-1
民営化直前の集配業務再編において、多くの集配普通郵便局は統括センターとなったが、当局は配達センターとされたため、民営化後も郵便事業株式会社の支店は併設されず、集配センターが併設された。

## 沿革
- 1978年（昭和53年）9月11日 - 都留郵便局として、都留市下谷三丁目に開局。これに伴い、それまで同市内にあった都留郵便局は、都留中央二郵便局に改称するとともに、当局に集配業務を移管。さらに同日、宝郵便局、禾生郵便局からも集配業務を移管[1]。
- 2000年（平成12年）8月14日 - 外国通貨の両替および旅行小切手の売買に関する業務取扱を開始。
- 2006年（平成18年）9月11日 - 道志郵便局から「402-02xx」区域の集配業務を移管[2]。
- 2007年（平成19年）10月1日 - 民営化に伴い、併設された郵便事業富士吉田支店都留集配センターに一部業務を移管。
- 2012年（平成24年）10月1日 - 日本郵便株式会社発足に伴い、郵便事業富士吉田支店都留集配センターを都留郵便局に統合。

## 取扱内容
- 郵便、印紙、ゆうパック、内容証明
- 貯金、為替、振替、振込、国際送金、国債、投資信託
- 生命保険、バイク自賠責保険、がん保険、自動車保険、引受条件緩和型医療保険
- ゆうちょ銀行ATM
- 「402-00xx」区域（都留市の全域）、「402-02xx」区域（南都留郡道志村の全域）の集配業務

## 風景印
- 図案は特産品『絹織物』・『織り風景』・『田原の滝』・『松尾芭蕉の句碑』・『都留市からの富士山』・
- 使用開始日は1983年（昭和58年）3月23日

## 周辺
- 大月警察署都留分庁舎（旧・都留警察署）
- 山梨県警察運転免許課 免許センター都留分室
- 国道139号

## アクセス
- 富士急行線 都留市駅から北東へ600m（徒歩約9分）
- 富士急バス 郵便局前停留所下車
- 中央自動車道 都留ICから東へ約600m
- 駐車場あり：13台